# Aaron (Bible)
Pour les articles homonymes, voir Aaron.

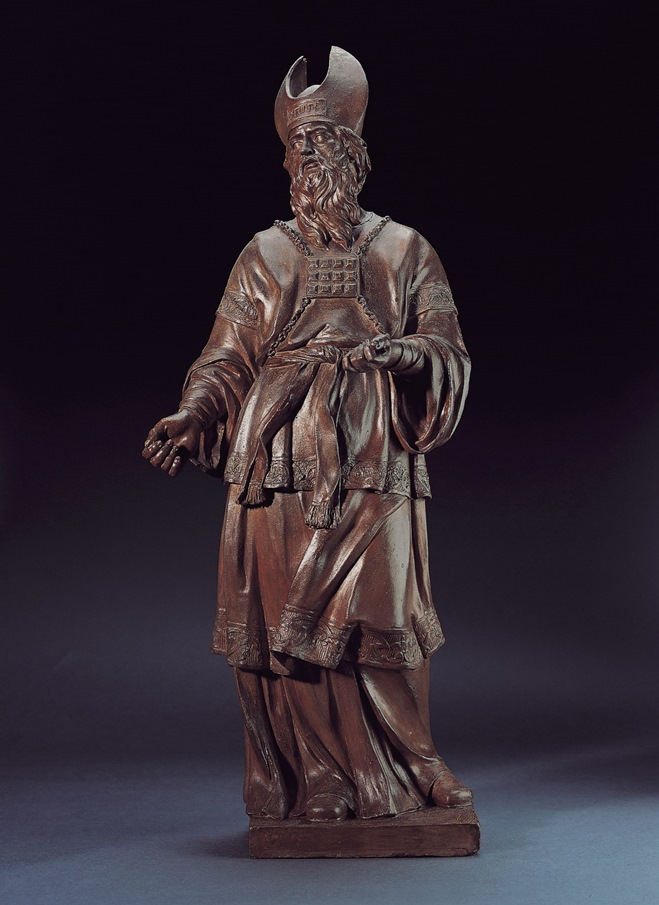
Aaron, sculpture par Jacques Bergé

Aaron (hébreu : אַהֲרֹן aharon, arabe : هارون Hārūn, grec ancien : Ἀαρών, « haut placé » ou « éclairé ») est un personnage du Livre de l'Exode, du Lévitique et du Livre des Nombres, qui font partie de la Bible. Frère (de trois ans son aîné) de Moïse et frère de Myriam (qui était l’aînée de la fratrie), il est issu de la tribu de Lévi, lui-même issu du patriarche Jacob, le père des Enfants d'Israël. Dieu en fait l'interprète de Moïse, qui a un défaut d'élocution,, afin qu'ils délivrent le peuple d'Israël. C'est le premier grand prêtre d'Israël (Kohen Gadol en hébreu).

## Étymologie
Le nom d'Aaron est peut-être d'origine égyptienne (issu de l'égyptien ‘Ȝn, « le nom (du dieu) est grand ») comme celui de Moïse. Selon le professeur Hanna Liss (de) de la Hochschule für Jüdische Studien (de), il s'agit d'un nom artificiel forgé par le rédacteur biblique à partir de l'hébreu אֲרוֹן ’arôn, l’arche (de l’alliance), avec insertion d’un h, comme pour Abram ayant donné Abraham.
De même que son frère, c'est un personnage dont l'historicité est inaccessible, comme celle de tous les personnages du Livre de l'Exode.

## Récit biblique

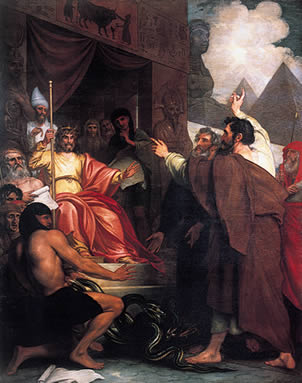
Benjamin West, Moïse et Aaron devant Pharaon.

Fils de Yokébed et d'Amram, tous deux issus de la tribu de Lévi, il naît en Égypte. Dans le récit biblique, il ne devient le frère de Moïse que dans le texte sacerdotal tardif du Livre de l'Exode. Simple lévite et pas encore kohen, un autre rédacteur biblique post-sacerdotal en fait le subordonné de son frère. 
Dieu a appelé Aaron pour lui parler sur la montagne de Sinaï. Il prend part à tout ce que fait Moïse pour délivrer les Hébreux du joug des pharaons. À Rephidim, dans le but de combattre Amalek avec succès, Aaron et Hur soutiennent les mains de Moïse qui tient la verge de Dieu dans les airs. Il est désigné par Dieu, dit la Bible, pour exercer le sacerdoce, lui et toute sa postérité afin d'offrir des sacrifices à Dieu. Pour en faire la preuve que c'est la volonté de Dieu et non la volonté d'Aaron et de Moïse, Dieu fait bourgeonner le bâton d'Aaron.
Lors de l'ascension du mont Sinaï par Moïse, au cours de laquelle ce dernier est parti recevoir les tables de la Loi, les Hébreux nouvellement libérés du joug de Pharaon, mais incertains du retour de Moïse, pressent Aaron de leur construire une idole qui puisse les guider. Aaron exige alors la fonte de tous les bracelets et des colliers afin de leur offrir le veau d'or, que le peuple désigne ensuite comme dieu — à l'imitation du taureau Apis qui était adoré en Égypte. Aaron s'est alors attiré la colère de Dieu. Aaron a aussi été repris par Dieu quand avec sa sœur Myriam il a parlé contre son frère Moïse.
Aaron a aussi fait l'expiation pour le peuple afin de faire cesser une plaie de Dieu à la suite de la rébellion de certains d'entre eux.
Lorsque Moïse descend du mont Sinaï, et qu'il voit les Hébreux adorer une idole – chose interdite par le deuxième Commandement –, il est pris d'une colère si grande qu'il fracasse les Tables de la Loi sur un rocher. Cependant, il pardonne sa faute à Aaron qui est même élevé par son frère au rang de grand-prêtre, charge qu'il est le premier à exercer. Toutefois, peu de temps après la consécration d'Aaron et de ses fils, deux d'entre eux, Nadab et Abihu utilisent un feu (un encens) non prescrit par Dieu et meurent immédiatement (Lévitique 10:1-2). Aaron ne doit pas en faire le deuil mais refuse néanmoins la nourriture consacrée à Dieu ce jour-là, ce que Moïse approuve (Lév. 10:20).
Aaron prend la parole à la place de Moïse que l'on dit bègue (Exode 4:10,4:15). Finalement, il meurt à l'âge de 123 ans sur le mont Hor et il ne peut entrer dans la Terre promise parce qu'il a douté de la puissance de Dieu dans l'affaire des eaux de Mériba. Il est pleuré par tous, hommes et femmes, alors que la Torah ne mentionne que les seuls hommes à avoir pleuré Moïse. Il s'agit là sans doute d'une façon de mettre en exergue la popularité dont jouissait Aaron.
Il a pour fils Nadab, Abihu, Éléazar et Ithamar de sa femme Élishéba.

## Aaron dans le judaïsme
Alors que Moïse est le messager de Dieu, Aaron est le porte-parole. Moïse s'efface ainsi en faveur de son frère. Hillel dit être comme Aaron, de rechercher la paix et de la poursuivre (Mishna Pirkei Avot).

## Aaron dans le Nouveau Testament
Aaron est également mentionné dans le Nouveau Testament, plus précisément dans l'Épître aux Hébreux.(Hébreux 5:4 notamment)

## Aaron dans l'islam
Dans le Coran, Aaron (en arabe : Hārūn - ce nom dérive du syro-palestinien) est un personnage paradoxal, étant toujours secondaire par rapport à Moïse (Mūsā) mais profitant de son importance. Il est cité pour la première fois lors de l'épisode du Buisson ardent, comme dans le livre de l'Exode. La mission d'Aaron fut d'aider son frère Moïse à la conversion de Pharaon mais celui-ci reste discret, Moïse ayant toujours le premier rôle. Si dans le texte biblique, Aaron participe aux prodiges faits par Moïse, dans le Coran, c'est surtout ce dernier qui agit.
Aaron réapparaît lors de la montée de Moïse au Sinaï, lorsque celui-ci lui confie son autorité. Il ne réussit alors pas à dissuader son peuple d'adorer le veau d'or. Pour le Coran, celui qui a construit le veau d'or s'appelle As-Sâmiriy. Moïse questionne alors son frère, qui était resté avec son peuple, pourquoi ne pas les avoir empêcher de s'égarer en l'attrapant « par la tête et par la barbe », avant de demander pardon à Dieu. Aaron aurait expliqué son attitude par la volonté de ne pas diviser la communauté. La tradition musulmane plus tardive, ayant tendance à considérer que les prophètes ne peuvent fauter, a tenté d'excuser Aaron et le fait qu'il ait laissé s'accomplir l’idolâtrie.
Les récits para-coraniques donnent plus de détails sur la figure musulmane d'Aaron et racontent, entre autres, sa mort. Selon une version, Mūsā et Hārūn aperçurent un jour une caverne d’où jaillissait une lumière ; ils y entrèrent et y trouvèrent un trône d’or avec l’inscription : « Destiné à celui à qui ses dimensions conviennent » ; comme il paraissait trop petit à Mūsā, Hārūn s’y installa ; l’ange de la mort apparut aussitôt et prit son âme. Moïse revint auprès des Israélites, ceux-ci l’interrogèrent au sujet de son frère et ayant appris sa mort, l’accusèrent de l’avoir tué. Des anges apparurent alors portant la bière de Hārūn et ils proclamèrent : « Ne soupçonnez pas Mūsā d’un tel crime ». Le rôle d'Aaron est important dans le chiisme où celui-ci est associé à la figure des imams. Chez les mystiques, Aaron est considéré comme une sorte de pendant exotérique de Moïse.

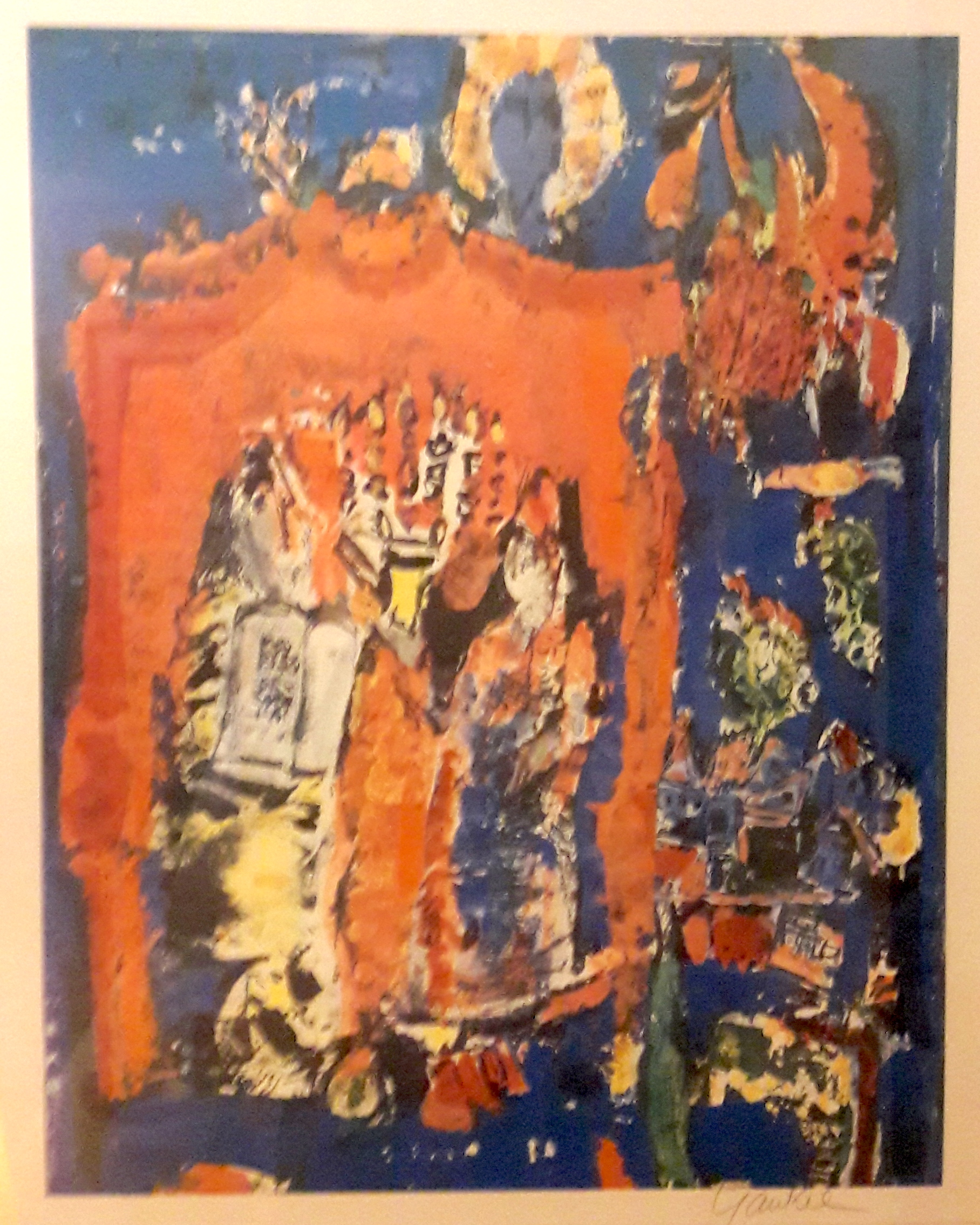
Aaron par Yankel, 1973

## Arbre généalogique d'Aaron
- Jacob
  - Lévi
    - Qehath
      - Amram, marié à Yokébed
        - Aaron, marié à Élishéba
          - Nadab
          - Abihu
          - Éléazar
          - Ithamar

    - Yokébed, mariée à Amram
      - Aaron, marié à Élishéba
        - Nadab
        - Abihu
        - Éléazar
        - Ithamar

  - Juda
    - Perets
      - Hesron
        - Ram
          - Amminadab
            - Élishéba, mariée à Aaron
              - Nadab
              - Abihu
              - Éléazar
              - Ithamar

## Iconographie

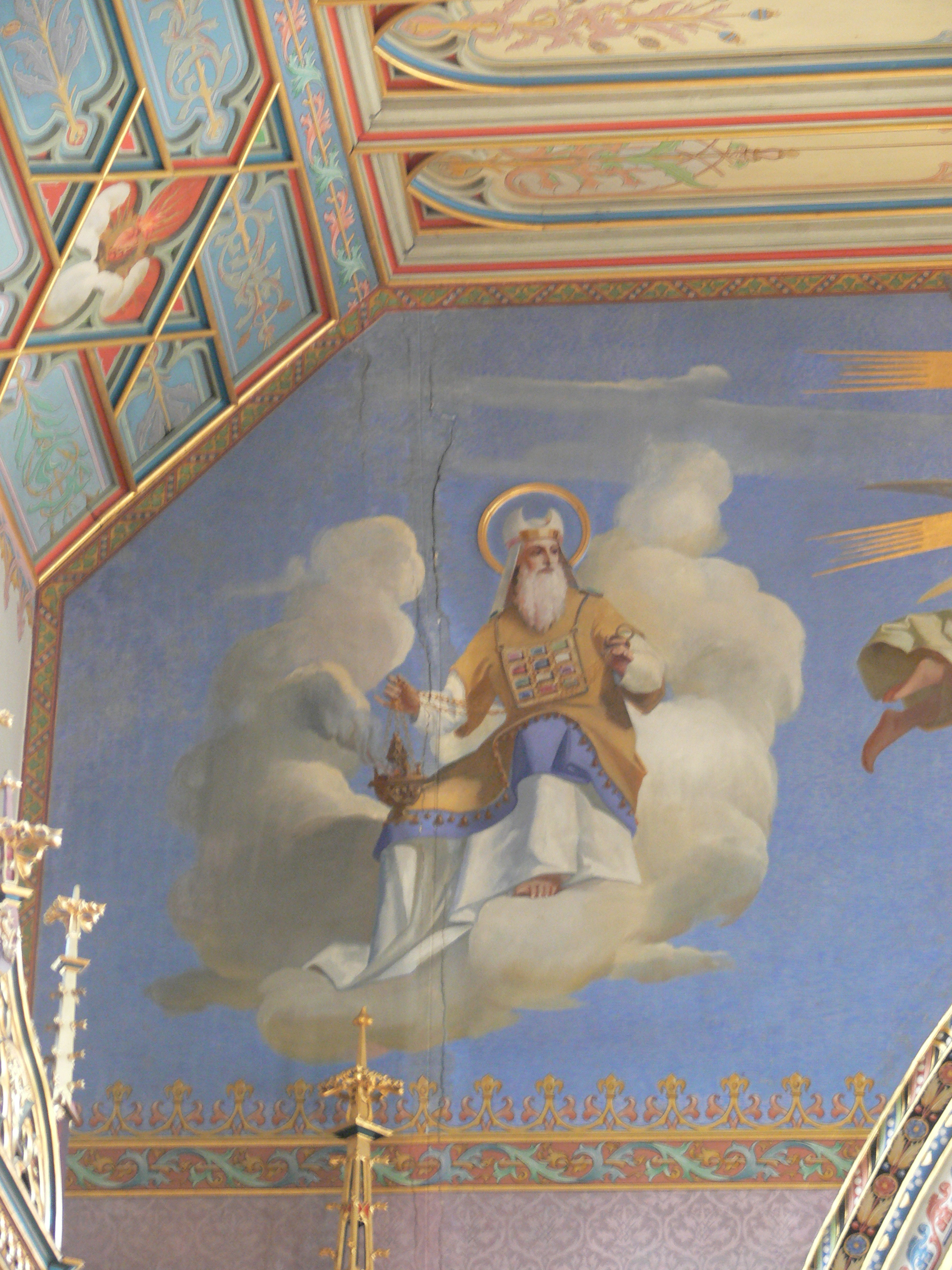
Aaron tenant un encensoir, Église paroissiale Saint-Pelagius de Weitnau.

Aaron est souvent représenté sous les traits d'un grand prêtre tenant un bâton ou un encensoir. Dans l'iconographie médiévale catholique, il apparaît sur le portail de certaines églises parmi les prophètes (cathédrale Notre-Dame de Fribourg-en-Brisgau, Amiens). On le distingue parfois des autres figures à son bâton fleuri. La peinture historique le montre avec son frère Moïse devant Pharaon ou dans les scènes de l'adoration du veau d'or.

## Littérature et musique
- Moses und Aron, opéra inachevé d'Arnold Schönberg